# Step Right Up: The Songs of Tom Waits
Step Right Up: The Songs of Tom Waits è un album di tributo a Tom Waits, pubblicato nel 2000 dalla Manifesto Records. Le canzoni sono interpretate da artisti diversi.

## Tracce
Testi e musiche di Tom Waits eccetto dove diversamente indicato.

Gli interpreti sono indicati a fianco di ciascuna traccia.
1. Old Shoes - 06:29 - Drugstore
2. Mockin' Bird - 04:29 - Tindersticks
3. Better off Without a Wife - 03:37 - Pete Shelley
4. Red Shoes by the Drugstore - 02:33 - Wedding Present
5. Step Right Up - 06:33 - Violent Femmes
6. Downtown - 04:56 - Alex Chilton
7. Big Joe and Phantom 309 (Tommy Faile) - 04:16 - Archers of Loaf
8. You Can't Unring a Bell - 05:54 - These Immortal Souls
9. Pasties and a G-String - 04:40 - Jeffrey Lee Pierce
10. Christmas Card From a Hooker in Minneapolis - 04:29
11. Ol' 55 - 03:39 - Dave Alvin
12. Jersey Girl - 07:29 - Pale Saints
13. Martha - 03:19 - Tim Buckley
14. Ruby's Arms - 04:27 - Frente!
15. I Hope That I Don't Fall in Love with You - 03:37 - 10,000 Maniacs